# کونرتال
کونرتال (به آلمانی: Kaunertal) یک منطقهٔ مسکونی در اتریش است که در ناحیه لاندک واقع شده‌است. کونرتال ۱۹۳٫۵ کیلومتر مربع مساحت دارد ۱٬۲۸۷ متر بالاتر از سطح دریا واقع شده‌است.